# 挪威国铁3型客车
挪威国铁3型客车（挪威语：Type 3）是挪威国家铁路于1962年投入使用的一型普速铁路客车。至今仍被挪威国家铁路重组后成立的铁路公司“Vy”使用。

## 图片集

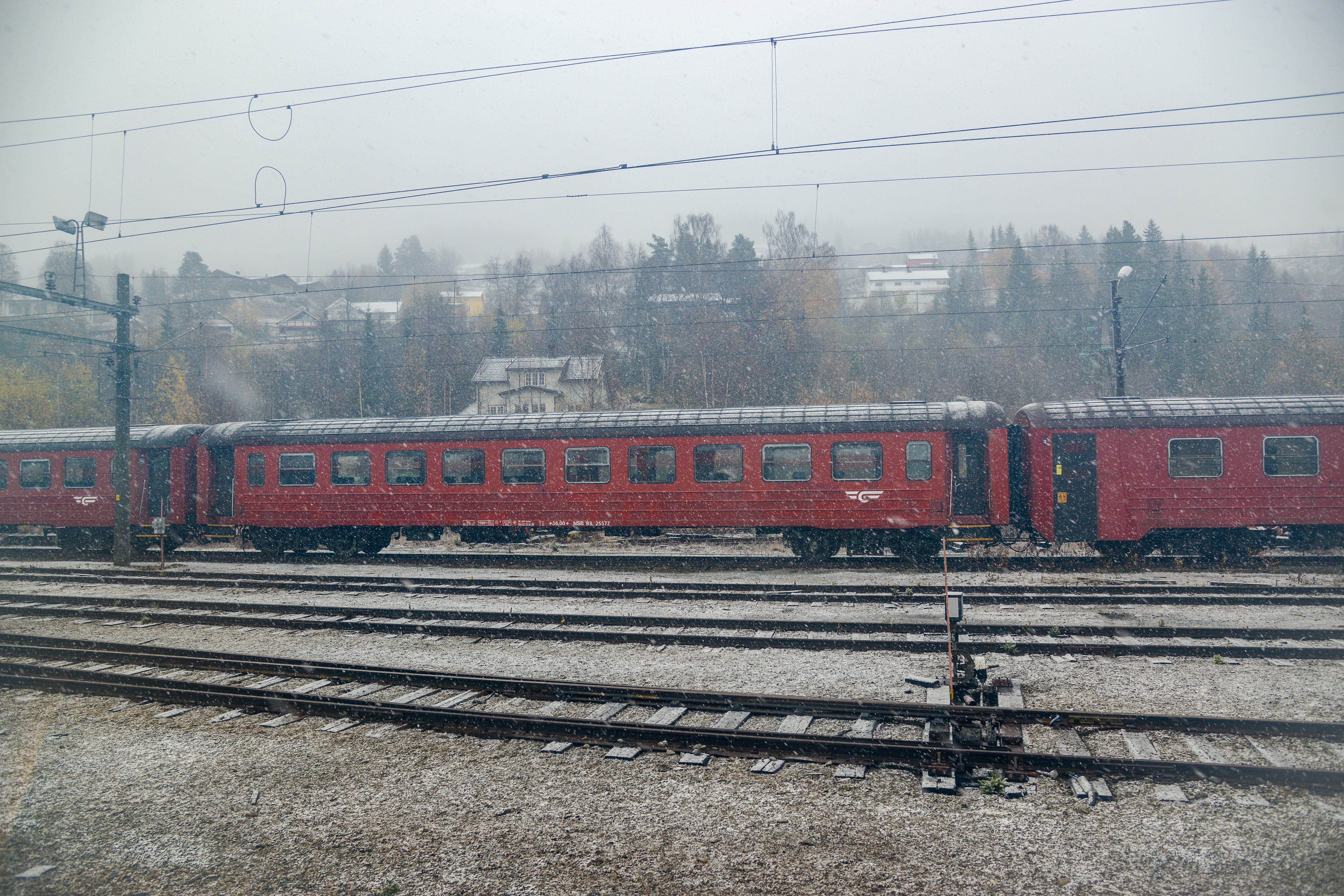
“挪威国铁3型客车”二等座车
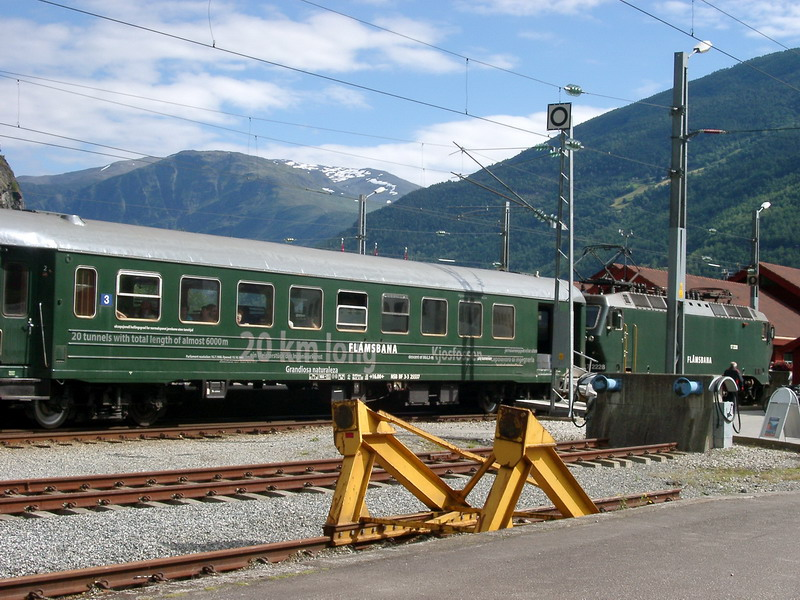
“挪威国铁3型客车”二等座/行李合造车
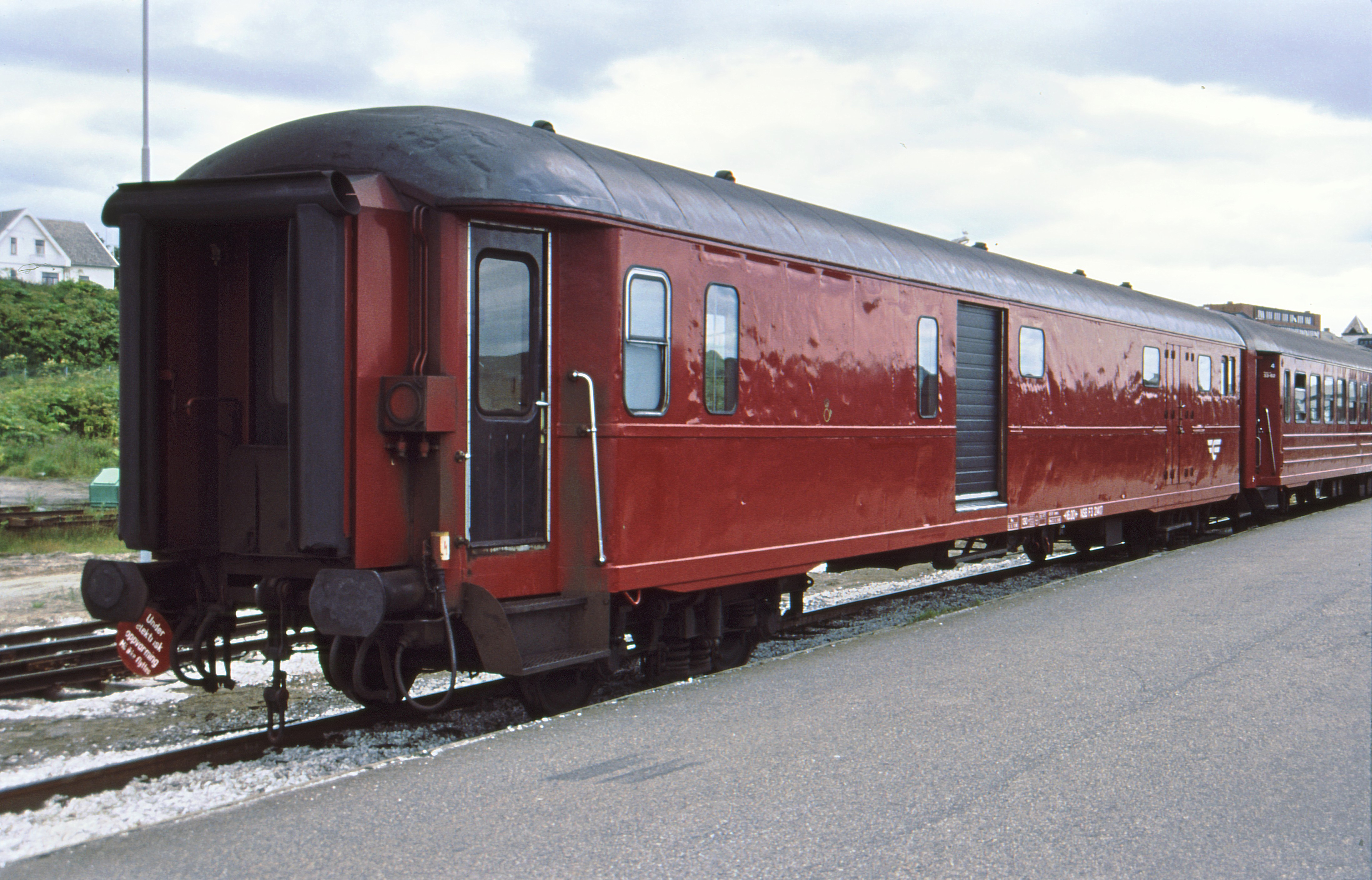
“挪威国铁3型客车”行李车